# Leptopsammia britannica
Espèce
Statut CITES
Leptopsammia britannica est une espèce de coraux appartenant à la famille des Dendrophylliidae.